# Kreisbahn Aurich
Die Kreisbahn Aurich GmbH ist ein regionales Verkehrsunternehmen für den Nahverkehr im Nordwesten Niedersachsens mit Sitz in Aurich (Ostfriesland). Im Volksmund wird das Unternehmen auch Jan-Klein genannt, diese Bezeichnung wurde inzwischen auch in das Logo der Firma übernommen. Gegründet wurde das Unternehmen im Jahr 1898 von den Landkreisen Leer, Aurich und Wittmund als Kreisbahn Aurich GmbH. Zu einem Drittel gehört es heute Weser-Ems-Bus und damit, zumindest teilweise, zur Deutschen Bahn.

## Geschichte

### Von 1899 bis 1969
Hauptartikel: Kleinbahn Leer–Aurich–Wittmund
Die Bahngesellschaft eröffnete zwischen 1899 und 1909 die meterspurige Bahnstrecke von Leer über Aurich nach Wittmund, mit einem Abzweig von Ogenbargen nach Bensersiel, dem Fährhafen nach Langeoog. Zwischen 1953 und 1969 wurde der Schienenverkehr abschnittsweise eingestellt.
Es gab verschiedene Umfirmierungen. 1908 erfolgte eine Umfirmierung als Kreisbahn Leer–Aurich–Wittmund GmbH. 1931 schieden die Landkreise Leer und Wittmund als Gesellschafter aus, der Staat Preußen und die Provinz Hannover übernehmen deren Anteile. Aus der Kreisbahn wurden nun die Kleinbahn Leer–Aurich–Wittmund. 1948 übernahm das Land Niedersachsen die staatlichen Anteile. 1964 erfolgte die Umfirmierung als Kreisbahn Aurich GmbH. 1980 wurde der Landkreis Aurich alleiniger Gesellschafter, 1990 übernahm die Weser-Ems Busverkehr GmbH ein Drittel der Anteile.

### Von 1970 bis heute
Seit der Stilllegung der Kleinbahn im Jahr 1969 betreiben die nunmehrigen Verkehrsbetriebe Landkreis Aurich nur den regionalen Busverkehr. Hierfür stehen heute zahlreiche Busse verschiedener Bauarten sowie Servicefahrzeuge zur Verfügung. Außerdem betätigt sich die Firma als Bus-Reiseunternehmen.

## Die Kreisbahn Aurich
Die Kreisbahn Aurich ist heute das älteste Verkehrsunternehmen und mit 75 eigenen Linienbussen eines der größten und modernsten Busunternehmen in Ostfriesland. Die Kreisbahn Aurich verfügt über 75 eigene und 17 angemietete Busse.

### Betriebshof
Ein neuer Betriebshof entstand 1990 in Aurich auf dem Gelände des ehemaligen Rangierbahnhofs. Hier werden alle Fahrzeuge untergestellt und gewartet. Außerdem befindet sich hier eine eigene Tankstelle, eine Werkstatt und eine Waschanlage.

### ÖPNV Linienverkehr
Die Kreisbahn Aurich und die Verkehrsbetriebe Wiesmoor sind Mitglied des Verkehrsverbundes Ems-Jade und betreiben 25 Buslinien in Ostfriesland.
Die Kreisbahn Aurich hat in Zusammenarbeit mit der Firma Andreesen und der Stadt Aurich ein Stadtbusnetz in Aurich aufgebaut. Nach wirtschaftlichen Schwierigkeiten wurde es in ein Anrufbusnetz umgewandelt, als das es bis heute betrieben wird. Eine Wiederbelebung des Stadtbusnetzes ist allerdings geplant.

### Linien der Kreisbahn Aurich und Verkehrsbetriebe Wiesmoor
| Strecke | Streckenverlauf                                                              |
| ------- | ---------------------------------------------------------------------------- |
| 410     | Aurich–Emden über Moordorf (PlusBus)                                         |
| 421     | Emden–Greetsiel über Hinte, Pewsum (PlusBus)                                 |
| 422     | Emden–Eilsum über Wybelsum, Loquard, Pewsum (PlusBus)                        |
| 423     | Eilsum–Hinte über Grimersum, Wirdum, Cannhausen, Loppersum, Suurhusen        |
| 426     | Pewsum–Emden über Jennelt, Hinte, Haskamp                                    |
| 433     | Aurich–Floritz-Blaukirchen über Moordorf                                     |
| 460     | Aurich–Leer über Bagband, Hesel (Schnellbuslinie)                            |
| 462     | Aurich–Wiesmoor über Ostgroßefehn                                            |
| 463     | Aurich–Wiesmoor über Akelsbarg, Moorlage, Spetzerfehn, Voßbarg, Hinrichsfehn |
| 464     | Aurich–Wiesmoor über Brockzetel                                              |
| 466     | Aurich–Wiesmoor über Bagband, Strackholt                                     |
| 467     | Wiesmoor–Aurich/Leer über Ostgroßefehn, Strackholt, Bagband                  |
| 468     | Wiesmoor–Mullberg über Hinrichsfehn                                          |
| 469     | Ostgroßefehn–Aurich über Holtrop, Bietzefeld                                 |
| 470     | Wiesmoor–Augustfehn über Remels (Fentjer Bus)                                |
| 471     | Middels–Aurich über Spekendorf, Dietrichsfeld, Tannenhausen, Sandhorst       |
| 472     | Middels–Aurich über Spekendorf, Wallinghausen, Egels                         |
| 476     | Jheringsfehn–Großefehn über Neukamperfehn, Hesel, Firrel, Strackholt         |
| 477     | Ostersander–Gym. Egels über Schirumer Leegmoor                               |
| 479     | Jheringsfehn–Leer über Neukamperfehn–Klein Hesel–Holtland                    |
| 480     | Aurich–Jever über Wittmund (PlusBus)                                         |
| 486     | Westgroßefehn–Ostgroßefehn über Timmel                                       |
| 490     | Aurich–Esens über Tannenhausen, Dietrichsfeld, Blomberg                      |
| N10     | Wallinghausen–Wittmund über Aurich, Middels (Nachteule)                      |
| N20     | Aurich–Norden über Moorhusen (Nachteule)                                     |

### Busse
Folgende Fahrzeugtypen werden derzeit bei der Kreisbahn Aurich eingesetzt:
Linienbusse
| Marke         | Modelle                |
| ------------- | ---------------------- |
| Setra         | S 418 LE               |
| Setra         | S 415 LE               |
| Setra         | S 315 UL               |
| Setra         | S 319 NF               |
| Setra         | S 415 NF               |
| Setra         | S 415 UL               |
| Setra         | S 419 UL               |
| Mercedes-Benz | Sprinter City 35       |
| Mercedes-Benz | Citaro C2 GÜ           |
| Mercedes-Benz | O530 Citaro G          |
| Mercedes-Benz | O530 Citaro Facelift G |
| Mercedes-Benz | O530 Citaro LÜ         |
| Mercedes-Benz | Citaro C2 Ü Hybrid     |
| Mercedes-Benz | O530 Citaro Facelift K |
| Mercedes-Benz | Intouro II             |
| Iveco         | Crossway LE 12M        |
| Iveco         | Crossway LE 14,5M      |

Reisebusse
| Marke | Modelle     |
| ----- | ----------- |
| Setra | S 411 HD    |
| Setra | S 417 GT-HD |
| Setra | S 415 HDH   |
| Setra | S 416 HDH   |
| Setra | S 328 DT    |
| Setra | S 431 DT    |

### Auftragslinien
Im Auftrag der Weser-Ems Bus bedient die Kreisbahn Aurich weitere Buslinien in Ostfriesland, Friesland, Ammerland und Stadt Oldenburg.

## Tochterunternehmen

### Verkehrsbetriebe Wiesmoor mbH
Die Verkehrsbetriebe Wiesmoor mbH wurde 1985 in Wiesmoor gegründet. Sie ist ein hundertprozentiges Tochterunternehmen der Kreisbahn Aurich. In der Anfangszeit waren die Busse der Gesellschaft noch in Aurich untergebracht, bis 2001 ein neuer Betriebshof in Wiesmoor gebaut wurde. 25 Busse können hier untergebracht werden.

### Reisedienst „Jan-Klein“
Der Reisedienst „Jan-Klein“ und Edzards Reisen gründeten im Jahr 2007 einen gemeinsamen Bus-Reisedienst unter dem Namen „Reiselust Erleben“. Die Reisebusflotte ist inzwischen auf 19 Reisebusse gewachsen.

## Partnerunternehmen
- Fa. Andreesen (Partner im ÖPNV)
- Edzards Reisen (Partner im Reisedienst und ÖPNV)
- Weser-Ems Bus (Partner im ÖPNV)

## Einzelnachweis
1. ↑  Historie (Memento vom 17. April 2014 im Internet Archive)